# トリパノソーマ
トリパノソーマ (Trypanosoma) は、トリパノソーマ科に属する原生生物で、幅広い宿主に感染し、アフリカ睡眠病をはじめとするさまざまな病気（総称してトリパノソーマ症）を引き起こす。
名はギリシャ語で、τρυπανον「錐」+ σωμα「体」という意味で、コルク抜きのような形状・動きに由来する。マクムシという和名もあるが稀にしか用いられない。

## 生活環
トリパノソーマは二宿主性で、脊椎動物の血流中と吸血動物の腸管を主な寄生部位とする複雑な生活環を持っている。脊椎動物のほぼすべての綱でトリパノソーマの感染が報告されており、水中で生活する魚類・両生類・爬虫類を宿主とする種はヒルによって媒介され、一方陸上で生活する爬虫類・鳥類・哺乳類を宿主とする種は吸血性の節足動物によって媒介される。カエルの場合、幼生期が長い宿主にはヒルが、成体期が長い宿主には節足動物が媒介している。
トリパノソーマは宿主や寄生部位に応じて形態および代謝型を変え、それぞれ大きく異なる環境に適応している。特に脊椎動物の血流中で錐鞭毛型 (trypomastigote) をとることはトリパノソーマ属の特徴といってよく、また吸血動物の腸管では上鞭毛型 (epimastigote) をとる。この他に種によっては細胞内で無鞭毛型 (amastigote) をとり、まれに前鞭毛型 (promastigote) をとるものもある。

## 分類
古典的には鞭毛虫綱原鞭毛虫目トリパノソーマ科に所属させられていたが、分子系統解析に基づく分類体系ではユーグレノゾア門キネトプラスト綱トリパノソーマ目トリパノソーマ科の所属となる。トリパノソーマ科の分類は分子系統解析が遅れており再検討中であるが、21世紀になってからトリパノソーマ属については単系統であると見なされるようになった。
トリパノソーマ属はキネトプラスト綱で最大の属であり、およそ500種ほどが認識されている。このうち哺乳類を宿主とする種については、発育パターンによって2群8亜属に分類されている。それ以外の種については未整理の状況である。

### ステルコラリア類
ステルコラリア類（section Stercoraria, 糞棲類）は、昆虫宿主での発育が後腸で完了し、発育終末型 (metacyclic) が糞に排出されるもの。宿主へは吸血された傷口が糞によって汚れることで感染が成立する。
Megatrypanum 亜属
哺乳類宿主での増殖は上鞭毛型で行われる。大型。ウシに寄生する T. (M.) theileri 、ヒツジに寄生する T. (M.) melophagium 羊トリパノソーマなど。
Herpetosoma 亜属
哺乳類宿主での増殖は上鞭毛型や無鞭毛型で行われる。中型。ラットに寄生する T. (H.) lewisi ルイストリパノソーマなど。
Schizotrypanum 亜属
哺乳類宿主での増殖が主に宿主細胞内の無鞭毛型で行われる。やや小型で塗沫標本ではC型に見える。ヒトのシャーガス病の病原体である T. (S.) cruzi クルーズトリパノソーマが代表。
Tejeraia 亜属
Herpetosoma 亜属と良く似ているが、血流中での分裂増殖が滅多にみられない。発育終末型が唾液腺に集合するのでステルコラリア類の定義から外れるが、分子情報によって T. cruzi と近縁とされるためここに加えられている。1種  T. (Te.) rangeli ランゲルトリパノソーマのみが知られており、これは中南米でヒトを含む幅広い哺乳類に感染するものの病原性を示さない。逆に媒介動物に対して病原性を示す唯一の種でもある。

### サリバリア類
サリバリア類（section Salivaria, 唾棲類）は、昆虫宿主での発育が口器または唾液腺で完了し、発育終末型が唾液中に排出されるもの。唾液と共に注入されることで宿主への感染が成立する。哺乳類宿主での増殖は錐鞭毛型で行われる。
Duttonella 亜属
大型で、昆虫宿主での増殖は吻でのみ行われる。ウシのナガナ病の病原体である T. (D.) vivax など。
Nannomonas 亜属
小型で、昆虫宿主での増殖は中腸および吻で行われる。ウシ・ウマ・ラクダなどのナガナ病の病原体である T. (N.) congolense 、ブタやサルなどのナガナ病の病原体である T. (N.) simiae など。
Trypanozoon 亜属
小型で、昆虫宿主での増殖は中腸および唾液腺で行われる。もっとも重要なのはヒトのアフリカ睡眠病の病原体である、T. (T.) brucei gambiense ガンビアトリパノソーマおよび T. (T.) brucei rhodesiense ローデシアトリパノソーマである。この2亜種はウシのナガナ病の病原体である T. (T.) brucei brucei ブルーストリパノソーマとごく近縁とされているが、別種とする意見もある。ラクダやウマのスーラ病の病原体 T. (T.) evansi エバンストリパノゾーマやウマの媾疫の病原体 T. (T.) equiperdum 媾疫トリパノソーマは実際にはブルーストリパノソーマの変異型であり、ミトコンドリアの異常のためにツェツェバエに媒介されなくなっている。
Pycnomonas 亜属
ブタの慢性トリパノソーマ症の病原体 T. (P.) suis。その後の報告がなく疑問視されている。

### その他
哺乳類以外に感染する種は未整理である。ただしカエルに感染する T. rotatorium はトリパノソーマ属のタイプ種であるので、自動的に  Trypanosoma 亜属に属することになる。以下に例として数種を示す。
- Trypanosoma avium 鶏トリパノソーマ[3] - 鳥類
- Trypanosoma boissoni - 軟骨魚
- Trypanosoma carassii - 淡水産硬骨魚
- Trypanosoma percae - ヨーロピアンパーチ（淡水魚）
- Trypanosoma rotatorium ロタトリウムトリパノソーマ[3] - カエル
- Trypanosoma trigalae - 海産硬骨魚